# WNBA-NBC Europski kup za žene
Europski kup je godišnje natjecanje europskih klubova u kuglanju klasičnim načinom za žene, a organizira ga sekcija za kuglanje klasičnim načinom Svjetske kuglačke asocijacije (WNBA-NBC, eng. World Ninepin Bowling Association - Ninepin Bowling Classic). Igra se od 1984. godine, prvo pod nazivom Dunavski kup prvaka (njem. Donaupokal der Landesmeister), a naziv Europski kup nosi od 1989. godine.

## Pobjednici i drugoplasirani
| godina       | pobjednik                  | drugoplasirani                  |
| Dunavski kup | Dunavski kup               | Dunavski kup                    |
| ------------ | -------------------------- | ------------------------------- |
| 1984.        | Elöre Budimpešta           | Lok Šumperk                     |
| 1985.        | Ferencvaros Budimpešta     | Celje                           |
| 1986.        | Savinja Celje              | TSG Kaiserslautern              |
| 1987.        | Elöre Budimpešta           | Poštar Split                    |
| 1988.        | Elöre Budimpešta           | Poštar Split                    |
| Europski kup |                            |                                 |
| 1989.        | Ferencvarosi TC Budimpešta | Rijeka                          |
| 1990.        | Ferencvarosi TC Budimpešta | Vointa Ploiesti                 |
| 1991.        | Ferencvarosi TC Budimpešta | Vointa Ploiesti                 |
| 1992.        | BKV Elöre Budimpešta       | Rijeka                          |
| 1993.        | Autohrvatska Zagreb        | Blau Weiss Hockenheim           |
| 1994.        | Grandis-Norik Ljubljana    | BKV Elöre Budimpešta            |
| 1995.        | Ferencvarosi TC Budimpešta | BSKV Stuttgart Nord             |
| 1996.        | Ferencvarosi TC Budimpešta | Falkeneck                       |
| 1997.        | BKV Elöre Budimpešta       | Olimpia-Vointa Bukurešt         |
| 1998.        | Rijeka                     | Blau Weiss Hockenheim           |
| 1999.        | BKV Elöre Budimpešta       | Podravka Koprivnica             |
| 2000.        | Jedinstvo Novi Bečej       | Rijeka - Kvarner osiguranje     |
| 2001.        | DSKC Eppelheim             | Niro Vointa Bukurešt            |
| 2002.        | DSKC Eppelheim             | BKV Elöre Budimpešta            |
| 2003.        | Blau Weiss Hockenheim      | Zagreb                          |
| 2004.        | Victoria Bamberg           | BKV Elöre Budimpešta            |
| 2005.        | Miroteks Celje             | Ferencvarosi TC Budimpešta      |
| 2006.        | Brest Cerknica             | Rapid Bukurešt                  |
| 2007.        | Compet Petrolul Ploiesti   | Slavia Prag                     |
| 2008.        | Rapid Vointa Bukurešt      | Zagreb                          |
| 2009.        | DSKC Eppelheim             | ASKÖ KSC Schneegattern          |
| 2010.        | KV 1996 Liedelsheim        | Mlaka Rijeka                    |
| 2011.        | Ferencvarosi TC Budimpešta | KV 1996 Liedelsheim             |
| 2012.        | Zagreb                     | Ferencvarosi TC Budimpešta      |
| 2013.        | Rakoshegyi VSE             | Mlaka Rijeka                    |
| 2014.        | Elek.Romgaz Targu-Mures    | Schrezheim                      |
| 2015.        | ZP Sport a.s. Podbrezova   | ZTE-ZAEV TK Zalaegerszeg        |
| 2016.        | Istra Poreč                | KV Liedolsheim                  |
| 2017.        | KV 1996 Liedolsheim        | Electromures Romgaz Targu Mures |
| 2018.        | Triglav Kranj              | Rakoshegyi VSE                  |
| 2019.        | Rakoshegyi VSE             | SV Pöllwitz                     |

## Unutrašnje poveznice
- Liga prvakinja
- Svjetski kup
- NBC kup
- Prva hrvatska kuglačka liga za žene
- Europski kup za muškarce

## Vanjske poveznice
- wnba-nbc.de  Arhivirana inačica izvorne stranice od 6. lipnja 2017. (Wayback Machine)
- fiqwnba-nbc.de  Arhivirana inačica izvorne stranice od 27. veljače 2014. (Wayback Machine)